# Orka
Kit ubojica ili orka najveći je član porodice dupina. Izrazito su društvene životinje.

## Opis
Mužjaci su dugi više od 9 m; donji dio tijela je bijel, gornji crn s prugama iznad očiju. Kit ubojica lovi u malim skupinama, izvrstan je plivač, napada dupine, pingvine, tuljane, pa čak i kitove. Može plivati brzinom čak od 30 km/h.
Kit ubojica najveći je dupin; čim se rodi, dugačak je dva metra. Mužjaci obično narastu od 6,5 do 8 metara i teže do 6 tona. Ženke su manje, dugačke su od 5,7 do 7 metara i teške oko 5 tona. Kada ima zaobljene peraje, nije sretan, već može bolovati ili biti anksiozan (u prirodi manje od 1% ima zaobljene peraje, to je većinom rezultat zatočeništva). Gubica mu nije zašiljena kao u ostalih dupina. 
Kitovi ubojice strašni su lovci. Svojim velikim zubima otkidaju komade mesa žrtve i proždiru ih bez žvakanja. Kitovi ubojice loveći dolaze sve do obale gdje često napadaju tuljane. Također, love nekoliko vrsta ptica, primjerice pingvine. Morževe, morske vidre i sjeverne medvjede rijetko love. Međutim u prirodi još nije zabilježen napad na ljude, dok se to događa u zatočeništvu jer postaju agresivnije zbog premalenog prostora.  

## Razmnožavanje
Ženke su spolno zrele s oko 15 godina. Skotnost traje od 15 do 18 mjeseci. Kote se otprilike svakih pet godina, u bilo koje doba godine. Majke mlade doje sve dok ne napune dvije godine, ali s godinu dana mladi se počinju hraniti čvrstom hranom. Ženke se pare sve dok ne napune oko 40 godina. Ženke u prirodi mogu živjeti do 100 godina, dok mužjaci nešto kraće, otprilike 80 godina. U zatočeništvu žive znatno kraće te umiru u tinejdžerskoj dobi. 

## Inteligencija
Orke se smatraju jednim od najinteligentnijih životinja, ako ne i najinteligentnijim. Mnogo tog o njihovoj komunikaciji, kao i inteligenciji, još je neotkriveno, ali sluti se da neki napredniji primjerci imaju prosječnu ljudsku inteligenciju. Eholokacija im omogućuje orijentaciju i određuje položaj i brzinu drugih jedinki i plijen.